# Eurystrotos planus
Eurystrotos planus är en mossdjursart som beskrevs av Florence, Hayward och Gibbons 2007. Eurystrotos planus ingår i släktet Eurystrotos och familjen Oncousoeciidae. Inga underarter finns listade i Catalogue of Life.